# Opwijk
Opwijk és un municipi belga de la província de Brabant Flamenc a la regió de Flandes. Es troba a 20 km de Brussel·les i a 12 km de Dendermonde. Està compost per les seccions d'Opwijk i Mazenzele. Limita amb els municipis d'Asse, Merchtem, Aalst, Lebbeke i Buggenhout.